# José Eustasio Rivera

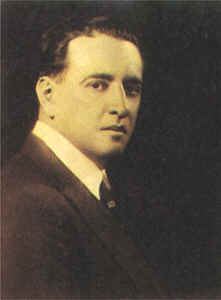
José Eustacio Rivera

José Eustasio Rivera Salas (* 19. Februar 1888 in San Mateo, heute Rivera, Department Huila; † 1. Dezember 1928 in New York) war ein kolumbianischer Schriftsteller.

## Leben
José Eustasio Rivera wurde als fünftes von elf Kindern in eine Bauernfamilie geboren. Er besuchte zuerst die Schule Santa Librada in Neiva, seit 1902 die Schule San Luis Gonzaga in Elías (Department Huila).

### Lehrer, Jurist, Diplomat, Kongressabgeordneter
Von 1906 bis 1909 konnte José Eustasio Rivera dank eines Stipendiums an der Pädagogischen Hochschule (Escuela Normal de Institutores) in Bogotá die Ausbildung zum Lehrer absolvieren. Nach dem Examen arbeitete er als Schulinspektor in Ibagué. 1912 nahm er ein Studium der Jurisprudenz und der Staatswissenschaften an der Universidad Nacional de Colombia auf, das er am 3. März 1917 mit der Promotion zum Dr. jur. et rer. pol. abschloss. Seinen Lebensunterhalt verdiente er, indem er gleichzeitig als Angestellter eines Ministeriums arbeitete. Nach der Promotion ließ er sich als Rechtsanwalt nieder. 1921 vertrat er sein Land erstmals bei einer diplomatischen Mission, und zwar in Peru und in Mexiko, anlässlich der 100-Jahr-Feiern der Unabhängigkeit beider Länder. Eine zweite diplomatische Mission führte ihn 1928 nach Havanna (Kuba), wo er Kolumbien beim Internationalen Kongress über die Auswanderung und die Einwanderung vertrat.
1922 wurde Rivera zum Juristischen Sekretär der kolumbianisch-venezolanischen Grenzkommission bestellt. Anlass dafür war, dass seit der Auflösung Großkolumbiens der Grenzverlauf zwischen beiden Ländern strittig gewesen war und nach einem Schiedsspruch der spanischen Königin Maria Christina von Österreich die Grenze nun von Schweizer Landvermessern demarkiert werden sollte. Vom September 1922 bis zum Oktober 1923 reiste die Kommission, Rivera zeitweise auch allein, durch die Llanos und den unerschlossenen Regenwald. Rivera wurde Zeuge der erbärmlichen Lebensumstände der Kautschukzapfer am Río Putumayo und ihrer Ausbeutung durch den brutalen Feudalherren Julio César Arana. Die Eindrücke dieser Reise hinterließen tiefe Spuren in seinem Roman La Vorágine.
Nach seiner Rückkehr nach Bogotá machte Rivera die Verbrechen im Regenwald publik, und zwar in der Presse wie im Parlament. Denn während seiner langen Reise war er als Nachrücker für die konservative Fraktion in das Unterhaus eingezogen. Doch die kolumbianische Regierung blieb untätig.
1928 starb José Eustasio Rivera, erst 40-jährig, auf einer Reise in die USA zur Vorbereitung der englischen Übersetzung von La Vorágine, vermutlich an Malaria, die er sich bei der Reise durch den Regenwald zugezogen hatte und an deren Anfällen er seither litt.
Sein Leichnam wurde zur Bestattung in Bogotá in sein Heimatland überführt. Das Schiff, das den toten Dichter den Río Magdalena hinauffuhr und die Eisenbahn nach Bogotá mussten wieder und wieder halten, damit die Menge von José Eustasio Rivera Abschied nehmen konnte.
Sein Heimatort wurde 1943 dem Dichter zu Ehren in Rivera umbenannt.

### Literarische Laufbahn
Als 18-jähriger Student der Pädagogik begann José Eustasio Rivera Gedichte zu schreiben. Während seines Jurastudiums entstanden einige Theaterstücke. Von den Gedichten seines Frühwerkes wird die Oda a San Mateo, die Rivera 1914 zu Ehren des Freiheitshelden Antonio Ricaurte geschrieben hatte, bis heute in Kolumbien am meisten zitiert. Eine erste Sammlung mit 55 seiner insgesamt 168 Sonette erschien 1921 unter dem Titel Tierra de promisión (Das Gelobte Land).
Das wichtigste Werk seines schmalen Œuvre ist der Roman La Vorágine (deutsch: Der Strudel), den er 1924 veröffentlichte und den er bis zur fünften, im Jahr seines Todes erschienenen Auflage immer wieder überarbeitete. La vorágine wurde schon bald als eines der Hauptwerke der lateinamerikanischen Literatur im 20. Jahrhundert gefeiert.

## Werke

### Erstveröffentlichungen (in Auswahl)
- Oda a San Mateo, 1914
- Tierra de promisión, 1921
- La Vorágine, 1924

### Übersetzungen ins Deutsche
- Der Strudel (in der 1. Aufl. mit dem Untertitel Das Buch vom Kautschuksammler), übersetzt von Georg Hellmuth Neuendorf. Ausgaben:
  - Hans Müller, Leipzig 1934
  - Stahlberg-Verlag, Karlsruhe 1946
  - Mitteldeutsche Druckerei und Verlagsanstalt, Halle 1948 (= Die Atlantikbücher, Bd. 1)
  - AWA-Verlag, München 1955
  - Aufbau Verlag, Berlin (DDR) 1972
  - Verlag Neues Leben, Berlin (DDR) 1977 (= Kompaß-Bücherei, Bd. 220)
  - Rowohlt, Reinbek bei Hamburg 1990 (= Rowohlt-Jahrhundert, Bd. 73)